# Guldmurarbi
Guldmurarbi (Osmia aurulenta) är en art i insektsordningen steklar som tillhör släktet murarbin. 

## Kännetecken
Guldmurarbiet har en kroppslängd på omkring 8 till 10 millimeter. Grundfärgen på kroppen är svart. Bakkroppen har svarta tvärränder. Yngre honor kan skiljas från hanen genom att hon har en övervägande brunrödaktig behåring på bakhuvudet, mellankroppen och första tergiten (bakkroppssegmentet). Hanen, som vanligen är något mindre kraftig än honan, har en mer gråaktig till grågul kroppsbehåring.

## Utbredning
Detta bi förekommer i Europa, ofta (särskilt på Brittiska öarna) i kusttrakter, samt i Nordafrika. I Europa är arten vanligast i södra och centrala Europa och mindre vanlig i norr. Den norra gränsen för artens utbredningsområde går vid omkring den 57:de breddgraden. I Alperna finns arten upp till 2 000 meter. Västerut förekommer den till de brittiska öarna och österut till Rumänien. Fynd har även gjorts i sydvästra Asien. I Sverige var arten rödlistad som missgynnad (numera nära hotad, "NT") i 2005 års rödlista. I 2010 års rödlista anges den inte längre som hotad. I Sverige förekommer den i Halland, på Öland och Gotland. Den har även funnits i Skåne, men är numera lokalt utdöd där..

## Ekologi
Guldsandbiet är ett solitärt bi, det vill säga att det inte bildar samhällen. Dess habitat är öppna, soliga och gärna kalkrika områden. En typisk livsmiljö för arten är sanddynsområden, men den kan även hittas på andra liknande platser som erbjuder de rätta levnadsbetingelserna, som övergivna grustag eller parker. Mera sällsynt förekommer den också i skogsbryn och -gläntor.
Flygtiden är april till augusti och de viktigaste nektar- och pollenkällorna för arten är kransblommiga växter och ärtväxter. Ibland förekommer en andra generation under sommaren.

### Fortplantning
Honan använder medelstora till stora tomma snäckskal som bo för sin avkomma, till exempel av vinbergssnäcka (Helix pomatia), trädgårdssnäcka (Cepaea hortensis), den närstående arten Cepaea vindobonensis, fläcklundsnäcka (Arianta arbustorum) samt sydhedsnäcka (Helicella obvia). Det förekommer också att hon gräver ut sina larvbon i marken. Även hanarna använder snäckskal som övernattningsställen.